# Edgartown
Edgartown é uma vila localizada no condado de Dukes no estado estadounidense de Massachusetts. No Censo de 2010 tinha uma população de 4.067 habitantes e uma densidade populacional de 12,79 pessoas por km².

## Geografia
Edgartown encontra-se localizado nas coordenadas 41° 22′ 23″ N, 70° 28′ 57″ O. Segundo o Departamento do Censo dos Estados Unidos, Edgartown tem uma superfície total de 318.05 km², da qual 69.43 km² correspondem a terra firme e (78.17%) 248.62 km² é água.

## Demografia
Segundo o censo de 2010, tinha 4.067 pessoas residindo em Edgartown. A densidade populacional era de 12,79 hab./km². Dos 4.067 habitantes, Edgartown estava composto pelo 88.3% brancos, o 2.51% eram afroamericanos, o 0.49% eram amerindios, o 0.57% eram asiáticos, o 0.07% eram insulares do Pacífico, o 5.51% eram de outras raças e o 2.56% pertenciam a duas ou mais raças. Do total da população o 2.43% eram hispanos ou latinos de qualquer raça.